# Sportfreunde Stuttgart
Sportfreunde Stuttgart este un club de fotbal cu sediul în Stuttgart fondat în 1874.

## Istoric
La 18 aprilie 1874 a fost fondat ca și club de gimnastică sub numele Turnverein Heslach. În 1889 clubul și-a schimbat numele în Turnverein Karlsvorstadt.
La 20 iunie 1896 apare un alt club de fotbal Fußballclub Karlsvorstadt. În 1900 fuzionează cu alte două cluburi F.C. Adler și F.C. Askania din care rezultă Stuttgarter Sportfreunde 1896.
Din nou după Primul Război Mondial, Stuttgarter Sportfreunde 1896 fuzionează cu  Turnverein Karlsvorstadt rezultând Stuttgarter Sportfreunde 1896.
Pe 9 aprilie 1987, s-a redenumit Sportfreunde Stuttgart 1874.

## Palmares
- Semifinale Sir Thomas Lipton Trophy